# Synagoga w Reims
Synagoga w Reims – czynna synagoga sefardyjska położona w Reims przy ulicy Clovis. Istnieje od 1879. Od 1989 posiada status zabytku. 

## Historia
Gmina żydowska w Reims istniała od XI wieku, jej członkowie zamieszkiwali dzielnicę położoną wokół dzisiejszej ulicy Juiverie i posiadali niewielką synagogę oraz cmentarz. W 1270 dekretem parlamentu paryskiego Żydzi zostali wygnani z miasta, w XIV wieku dawna wspólnota już nie istniała. Gmina zaczęła odradzać się w XVIII wieku, a po 1871 do Reims przybyło wielu uciekinierów z Alzacji i Lotaryngii. Urządzili oni niewielką kaplicę przy dzisiejszej ulicy Capucins, jednak w 1875, kiedy liczba wyznawców judaizmu przekroczyła 650 osób, wystąpili o budowę wolnostojącej synagogi. Budowa obiektu trwała do 1879, do początku XX stuleciu kontynuowano prace przy dekoracji wnętrza. 
W czasie II wojny światowej synagoga została zdewastowana, a większość Żydów wywieziona do obozów zagłady poza Francją po wielkiej obławie zorganizowanej w ramach akcji Wiosenny wiatr w 1942. Gmina zaczęła odradzać się dopiero po kolejnym napływie uchodźców, tym razem z Algierii. W 1970 na nowo liczyła ponad 600 członków, obecnie - ok. 300. Obecnie przy synagodze działa ośrodek kulturalny.

## Architektura
Synagoga reprezentuje styl neobizantyjski. Centralnym punktem fasady jest rozeta z gwiazdą Dawida, wypełniona witrażem. Poniżej rozety znajdują się trzy półkoliste okienka z obramowaniami. Podobnie dekorowane są dwa półkoliste okna po dwóch stronach fasady. Drzwi otoczone są portalem. W całości dominują orientalizujące motywy geometryczne. Szczyt elewacji wieńczą Tablice Prawa. 
Organy w synagodze pochodzą z 1901, w tym samym czasie dekorację wnętrza wykonał lokalny artysta Marquant-Fogel. Wnętrze obiektu utrzymane jest w stylu mauretańskim. 
Przed synagogą w 1949 ustawiony został pomnik pamięci 226 Żydów z Reims wywiezionych do obozów zagłady w czasie II wojny światowej. 